# Rademin
Rademin ist eine Ortschaft und ein Ortsteil der Stadt Arendsee (Altmark) im Altmarkkreis Salzwedel in Sachsen-Anhalt.

## Geographie

### Lage
Rademin, ein X-förmiges Straßendorf mit Kirche, liegt 14 Kilometer südwestlich von Arendsee (Altmark) und 14 Kilometer südöstlich der Kreisstadt Salzwedel in der Altmark. Der Ort ist kreuzförmig angelegt. Im Südosten fließt der Rademiner Graben.

### Ortschaftsgliederung
Zur Ortschaft Rademin gehören der Ortsteil Rademin mit dem Wohnplatz Ortwinkel und der Ortsteil Ladekath.

## Geschichte

### Mittelalter bis 20. Jahrhundert
Rademin wurde am 1. November 1285 erstmals urkundlich als villa Rademin erwähnt, als die Markgrafen Otto IV. und Otto V. von Brandenburg Grundbesitzungen zu einem Altar in Salzwedel vereigneten. Die Gebrüder von Visne hatten hier Lehngüter. 1345 erwarb das Kloster Krevese das Patronsrecht in Rademyn vom Markgrafen Ludwig. Im Landbuch der Mark Brandenburg von 1375 wird das Dorf als Rademyn aufgeführt. 1536 hatten die von der Schulenburg und die Propstei Salzwedel hier Einkünfte. Weitere Nennungen sind 1687 Rademien und 1804 Rademin, ein Dorf mit Schmiede, Krug und Windmühle.
Die Windmühle stand links des Weges nach Klein Gartz im Norden des Dorfes. Sie wurde 1502 erstmals erwähnt. Nördlich der Windmühle stand die Ziegelei Rademin.

### Herkunft des Ortsnamens
Jürgen Udolph führt den Ortsnamen auf den slawischen Personennamen „Radomin“ zurück. Aleksander Brückner leitet den Namen vom altslawischen Wort „radъ“ für „froh“ ab.

### Eingemeindungen
Bis 1807 gehörte das Dorf zum Arendseeischen Kreis der Mark Brandenburg in der Altmark. Danach lag es ab 1807 bis 1813 im Landkanton Salzwedel auf dem Territorium des napoleonischen Königreichs Westphalen. Ab 1816 gehörte die Gemeinde zum Kreis Salzwedel, dem späteren Landkreis Salzwedel in der preußischen Provinz Sachsen.
Am 20. Juli 1950 wurde die bis dahin eigenständige Gemeinde Ladekath in die Gemeinde Rademin eingemeindet. Am 25. Juli 1952 kam die Gemeinde Rademin zum Kreis Salzwedel und am 1. Juli 1994 zum heutigen Altmarkkreis Salzwedel.
Am 1. Januar 2011 wurde die Gemeinde Rademin in die Einheitsgemeinde Stadt Arendsee (Altmark) per Landesgesetz eingemeindet. Somit wurde Rademin zur Ortschaft mit den Ortsteilen Rademin und Ladekath.

### Einwohnerentwicklung

#### Gemeinde
| Jahr | Einwohner |
| ---- | --------- |
| 1734 | 141       |
| 1774 | 122       |
| 1789 | 121       |
| 1798 | 145       |
| 1801 | 139       |
| 1818 | 120       |
| 1840 | 171       |
| 1864 | 232       |
| 1871 | 194       |
| 1885 | 212       |
| 1892 | [0]235    |

| Jahr | Einwohner |
| ---- | --------- |
| 1895 | 190       |
| 1900 | [0]213    |
| 1905 | 239       |
| 1910 | [0]282    |
| 1925 | 273       |
| 1939 | 249       |
| 1946 | 399       |
| 1964 | 376       |
| 1971 | 351       |
| 1981 | 270       |
| 1985 | [00]238   |

| Jahr | Einwohner |
| ---- | --------- |
| 1990 | [00]213   |
| 1993 | 212       |
| 1995 | [00]235   |
| 1998 | [00]227   |
| 2000 | [00]234   |
| 2002 | [00]241   |
| 2005 | [00]230   |
| 2006 | [00]233   |
| 2007 | [00]230   |
| 2008 | [00]234   |
| 2009 | [00]227   |

Quelle, wenn nicht angegeben, bis 1993

#### Ortsteil
| Jahr | Einwohner |
| ---- | --------- |
| 2011 | 148       |
| 2012 | 137       |
| 2013 | 130       |
| 2014 | 130       |
| 2015 | 126       |
| 2016 | 126       |

| Jahr | Einwohner |
| ---- | --------- |
| 2017 | 117       |
| 2020 | [00]131   |
| 2021 | [00]125   |
| 2022 | [0]117    |
| 2023 | [0]120    |

Quelle, wenn nicht angegeben, 2011 bis 2017

## Religion
Die evangelische Kirchengemeinde Rademin gehörte bis Januar 1811 zur Pfarrei Ladekath. Diese wurde durch ein Westphälisches Königliches Dekret aufgehoben. Rademin kam zur Pfarrei Klein Gartz. Rademin war im 16. Jahrhundert eine selbständige Pfarrei.
Heute gehört die Kirchengemeinde Rademin zum Pfarrbereich Fleetmark-Jeetze im Kirchenkreises Salzwedel im Bischofssprengel Magdeburg der Evangelischen Kirche in Mitteldeutschland.
Die katholischen Christen gehören zur Pfarrei St. Laurentius in Salzwedel im Dekanat Stendal im Bistum Magdeburg.

## Politik

### Ortsbürgermeister
Frank Rossau ist seit Juli 2024 Ortsbürgermeister der Ortschaft Rademin.
Sein Vorgänger war Eckhard Kamieth, der von 2014 bis Juni 2024 amtierte. Letzter Bürgermeister der Gemeinde Rademin war Lutz Schermer.

### Ortschaftsrat
Bei der Ortschaftsratswahl am 9. Juni 2024 waren 5 Sitze zu vergeben.
Je 1 Sitz wurde vergeben an:
- Einzelbewerber Tegerbeckers
- Frank Rossau „Freie Liste“
- Einzelbewerber Gregor
- Einzelbewerberin Franz

Aufgrund der prozentualen Verteilung der Stimmen erreichte der Einzelbewerber Maahs keinen Sitz. Ein Sitz blieb damit unbesetzt. Die Wahlbeteiligung betrug 70,59 Prozent.

## Kultur und Sehenswürdigkeiten

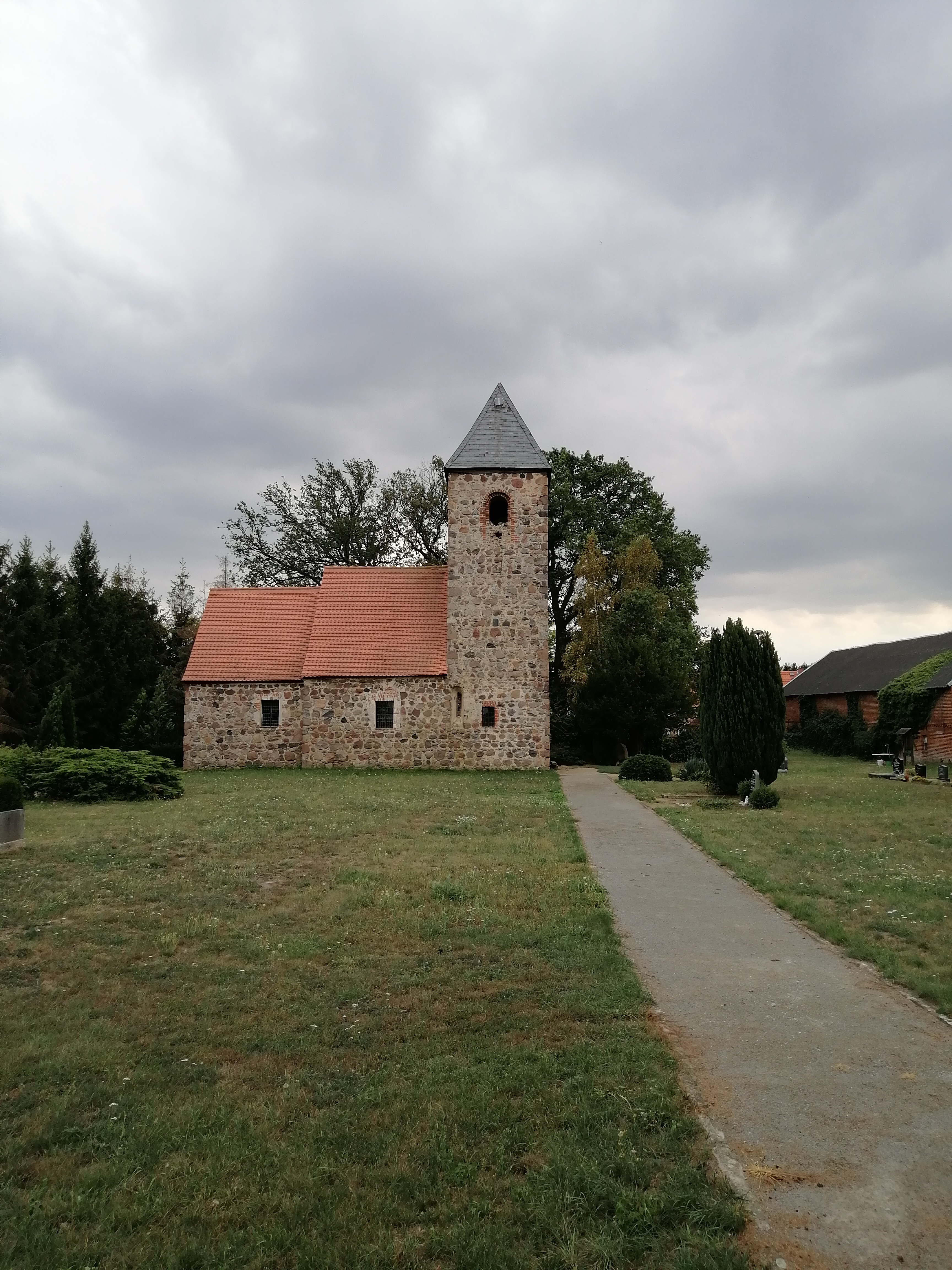
Dorfkirche Rademin, Friedhofsblick

Die evangelische Dorfkirche Rademin ist ein im 13. Jahrhundert errichteter Feldsteinbau. Sie ist vom Ortsfriedhof umgeben.

## Verkehr
Rademin liegt südlich der Bahnstrecke Stendal–Uelzen.